# اتحادیه جلالپور
اتحادیه جلالپور (به لاتین: Jalalpur Union) یک منطقهٔ مسکونی در بنگلادش است که در Tala Upazila واقع شده‌است.